# Josef Bartoš (dżokej)
Josef Bartoš (ur. 19 lutego 1981 w Česká Lípa) – czeski dżokej, trzykrotny zwycięzca w Wielkiej Pardubickiej (2006, 2008, 2019) i wielokrotny zwycięzca na torach we Włoszech, Niemczech i Francji. Posiada tytuł dżokeja zarówno w wyścigach z przeszkodami, jak i w wyścigach płaskich.